# Bishopstoke
Bishopstoke – wieś w południowej Anglii, w hrabstwie Hampshire, w dystrykcie Eastleigh, położona na wschodnim brzegu rzeki Itchen. Leży 12 km na południe od miasta Winchester i 103 km na południowy zachód od Londynu. Miejscowość liczy 9845 mieszkańców.